# Burgwall Neu Nieköhr
Der Burgwall von Neu Nieköhr (im Volksmund auch Moltkeburg) liegt gut einen Kilometer südwestlich des Ortes Neu Nieköhr. Dieser ist ein Ortsteil der Gemeinde Behren-Lübchin im Landkreis Rostock. Der slawische Burgwall ist auf allen Seiten von ausgedehnten Wiesenflächen umgeben.
Nach alter Volksüberlieferung soll ursprünglich der ganze umliegende Wiesengrund ein großer See gewesen sein, dessen Fluten den Burgwall umspülten. Die Form des Befestigung erscheint kreisförmig, doch ist das ursprüngliche Aussehen jetzt nicht mehr erkennbar, da der Wall beschädigt ist. An der nordöstlichen Seite wurde einst Erde abgegraben und zur Verbesserung der umliegenden Äcker und Wiesenflächen verwandt, wodurch der Burgwall etwa ein Zehntel seines Umfanges verlor. Die Burginnenfläche des Walles liegt stellenweise etwas tiefer als ihr Rand. An der südwestlichen Seite scheint ein Einschnitt erkennbar, der den einstigen Zugangsweg anzeigt. Hier soll nach alten Aussagen eine hölzerne Brücke über die feuchten Wiesen geführt haben. Rings um den Burgwall verläuft ein Graben, der stellenweise verschüttet und überwachsen, aber dennoch erkennbar ist.
Bei Grabungen 1963/64 fand man ein Gefäß sowie ein kleines Hufeisen. Die Moltkes waren ein altes Rittergeschlecht, denen die Ortschaften Strietfeld, Walkendorf und Neu Nieköhr gehörten. Man vermutet, dass der slawische Burgwall zeitweise noch im christlichen Mittelalter als Burg oder Siedlung genutzt wurde.